# آزوری استیونز
آزوری استیونز (انگلیسی: Azurá Stevens؛ زادهٔ ۱ فوریهٔ ۱۹۹۶) بازیکن بسکتبال اهل ایالات متحده آمریکا است.